# Peter Ehlers (Verwaltungsjurist)

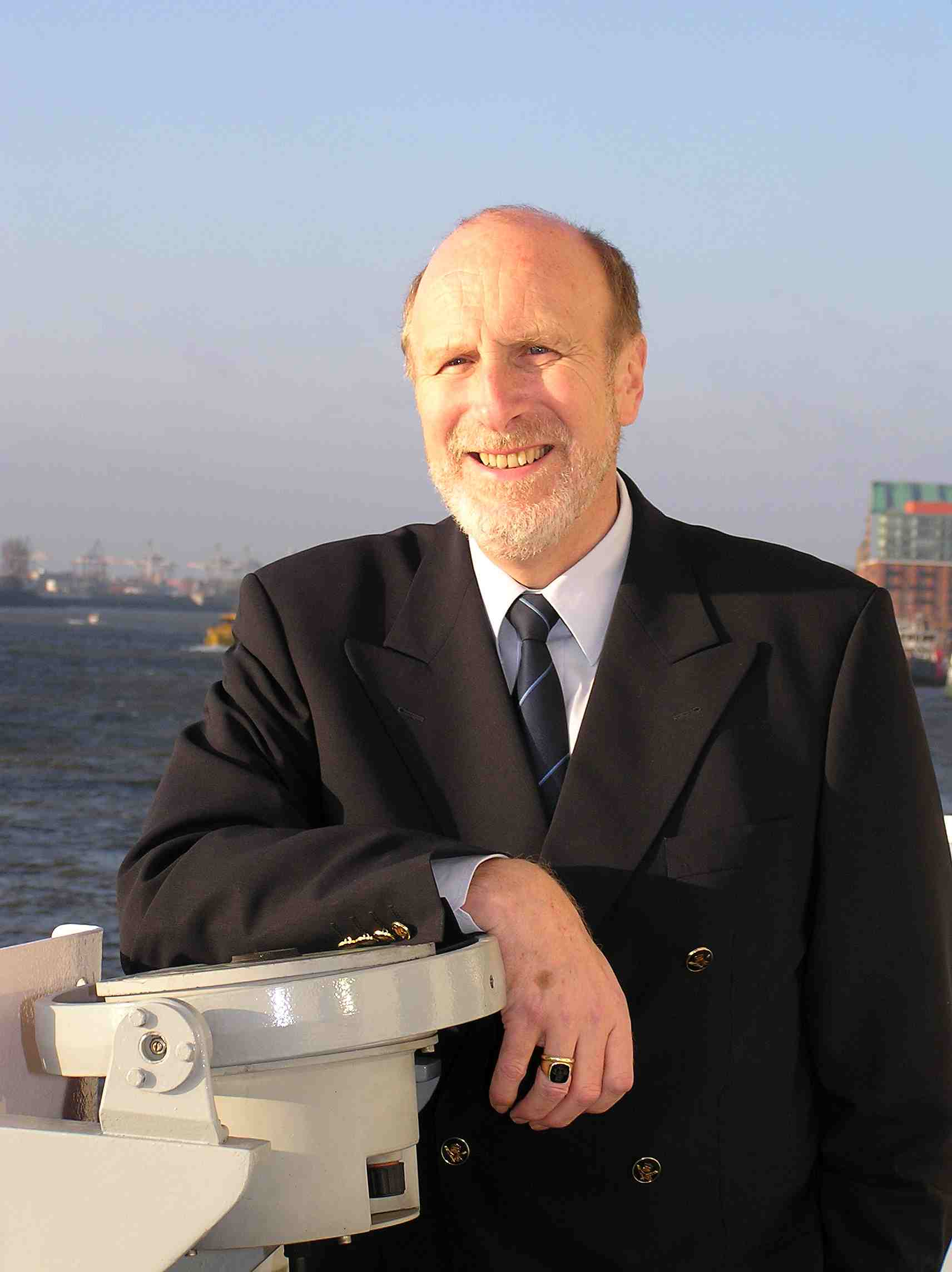
Peter Ehlers

Peter Ehlers (* 30. August 1943 in Flensburg, Provinz Schleswig-Holstein) ist ein ehemaliger deutscher Verwaltungsjurist und war von 1989 bis 2008 Präsident des Bundesamtes für Seeschifffahrt und Hydrographie (BSH). Er hat sich in seiner Amtszeit besonders für den Schutz der Meere eingesetzt.

## Leben und Beruf
Ehlers absolvierte von 1967 bis 1970 ein Studium der Rechtswissenschaft in Marburg und Kiel. Er promovierte 1969 zu dem Thema Zwischenstaatliche Beratende Seeschifffahrts-Organisation (IMCO) und ihre Bedeutung für die internationale Seeschiffahrt.
Ab 1970 war er Dezernent für Seeverkehr in der Wasser- und Schifffahrtsdirektion Nord. In dieser Funktion betreute er die Segelwettbewerbe der Olympischen Spiele 1972 in der Kieler Förde.
Nach seinem Wechsel 1973 ins Bundesverkehrsministerium war er in der Abteilung Seeverkehr für das Seelotswesen und die Schiffssicherheit zuständig. Unter anderem fiel in seinen Aufgabenbereich die Einführung der Verbringung von Seelotsen per Hubschrauber. Von 1976 bis 1981 war er Geschäftsführer der Kommission der Lotsenverwaltungen der Ostseestaaten und deutscher Vertreter in der Kommission der Lotsenverwaltungen der Nordseestaaten.
1981 wechselte er als Leiter der Zentralabteilung ins Deutsche Hydrographische Institut (DHI), um 1983 als Leiter des Referats „Meeresumweltschutz, Hydrographie, Seefunk“ ins Bundesverkehrsministerium zurückzukehren. In dieser Zeit half er unter anderem mit, die erste Nordseeschutz-Konferenz vorzubereiten. 1989 wurde er wiederum ins DHI, das mittlerweile in Bundesamt für Seeschifffahrt und Hydrographie (BSH) umbenannt wurde, als Präsident und Professor zurückberufen. Am 29. August 2008 wurde er pensioniert.
Ehlers ist nach dem Tod seiner ersten Ehefrau in zweiter Ehe verheiratet und hat eine Tochter und einen Sohn.

## Ämter
- 1983–1988 Deutscher Delegationsleiter in der Helsinki-Kommission (HELCOM) und der Oslo-Kommission
- 1983–1989 Deutscher Delegationsleiter im Ausschuss für den Schutz der Meeresumwelt der Internationalen Seeschifffahrts-Organisation (IMO)
- 1984–1986 Vorsitzender der Helsinki-Kommission (HELCOM)
- 1987–1998 Vorsitzender des Schifffahrtsausschusses der Helsinki-Kommission
- 1988–1999 Stellvertretender Vorsitzender der Deutschen Gesellschaft für Ortung und Navigation (DGON) und seit 1999 Mitglied des DGON-Rates
- seit 1989 Deutscher Delegationsleiter in der Internationalen Hydrographischen Organisation (IHO)
- seit 1989 Mitglied der Konferenz leitender Meereswissenschaftler Norddeutschlands
- 1989–1991 Vorsitzender der Nordsee-Hydrographen-Kommission (erneut seit 2006)
- 1990–1993 Vorsitzender der Ostsee-Hydrographen-Kommission
- seit 1990 Mitglied der Senatskommission für Ozeanographie der Deutschen Forschungsgemeinschaft (DFG)
- 1990–2000 Deutscher Vertreter im EUREKA-Verbundprojekt EUROMAR zur Förderung der Meeresüberwachungstechnologie, von 1996 bis 2000 Vorsitzender
- 1990–2004 Mitglied des Technischen Beirats des Germanischen Lloyds
- seit 1992 Mitglied des Seeverkehrsbeirats beim Bundesminister für Verkehr, Bau und Stadtentwicklung
- seit 1993 Mitglied des Verwaltungsrates des Deutschen Schifffahrtsmuseums Bremerhaven
- 1995–2002 Deutscher Vertreter im Advisory Committee des Europäischen Zentrums für die elektronische Seekarte
- 1997 Präsident der XV. Internationalen Hydrographischen Konferenz, Monaco
- seit 1997 Deutscher Delegationsleiter in der Zwischenstaatlichen Kommission für Ozeanographie der UNESCO und Mitglied des Exekutivrats
- seit 1995 Mitglied der Strategiegruppe der IHO
- seit 2004 Leiter des HELCOM Youth Forum
- 2005 Präsident der 3. Außerordentlichen Internationalen Hydrographischen Konferenz in Monaco
- seit 2005 Stellvertretender Vorsitzender des Deutschen Nautischen Vereins, 2008–2011 Vorsitzender
- seit 2008 Vorsitzender des Beirats der Gesellschaft für Maritime Technik

## Akademische Tätigkeiten und Ämter
In seiner Tätigkeit als akademischer Lehrer versuchte Ehlers besonders, den Schutz der Meere auf internationaler Ebene als Thema zu vermitteln. So wurden in Exkursionen z. B. die HELCOM besucht oder „Maritime Player“ in Hamburg interviewt.
- 1981–2001 Mitglied des Oberprüfungsamtes für den Höheren bautechnischen Verwaltungsdienst, Prüfer für die Bereiche Staatsrecht, allgemeines Verwaltungsrecht, Wasserstraßen- und Seeverkehrsrecht
- 1987–1989 Mitglied des Kuratoriums des Instituts für Seeverkehrswirtschaft und Logistik der Universität Bremen
- 1987–1989 Mitglied des Verwaltungsrates der Hamburgischen Schiffbau-Versuchsanstalt
- 1989–1997 Mitglied des technischen Beirats des GKSS Forschungszentrums Geesthacht
- seit 1993 Vorstandsmitglied des Instituts für Seerecht und Umweltrecht der Juristischen Fakultät der Universität Rostock
- seit 1993 Mitglied des Kuratoriums des Leibniz-Instituts für Ostseeforschung Warnemünde
- 2002 Ernennung zum Honorar-Professor an der Universität Hamburg
- seit 2002 Mitglied des Direktoriums der International Max Planck Research School for Maritime Affairs in Hamburg

## Ehrungen
- 31. Mai 2007 – Verleihung der Ehrendoktorwürde durch die Universität Rostock
- 2016 – Verdienstkreuz 1. Klasse des Verdienstordens der Bundesrepublik Deutschland

## Werke
- Peter Ehlers, Philip Kunig: Abfallbeseitigung auf hoher See, 1978
- Peter Ehlers, Hannelore Grimm, Friedrich Karl Rühr (Bearb.): Lotsen – Mensch Natur und Technik, 1979
- Peter Ehlers, Georg Duensing, Günther Heise (Herausg.): Schifffahrt und Meer, 1993
- Peter Ehlers, Wilfried Erbguth (Herausg.): Das UN-Seerechtsübereinkommen tritt in Kraft, 1994
- Peter Ehlers, Wilfried Erbguth (Herausg.): Nationale Folgerungen aus dem Inkrafttreten des UN-Seerechtsübereinkommens, 1995
- Peter Ehlers, Wilfried Erbguth (Herausg.): 50 Jahre Vereinte Nationen, 1997
- Peter Ehlers, Wilfried Erbguth (Herausg.): Aktuelle Entwicklungen im Seerecht, 2000
- Rüdiger Wolfrum, Elisabeth Mann Borgese, Peter Ehlers (Herausg.): Marine Issues from a Scientific Political and Legal Perspective, 2002